# Pierre Nguyễn Văn Tốt
Pierre Nguyễn Văn Tốt (ur. 15 kwietnia 1949 w Thủ Dầu Một w Wietnamie) – duchowny katolicki, arcybiskup, nuncjusz apostolski.

## Życiorys
19 marca 1972 otrzymał święcenia kapłańskie. W 1983 rozpoczął przygotowanie do służby dyplomatycznej na Papieskiej Akademii Kościelnej. 
25 listopada 2002 został mianowany przez Jana Pawła II nuncjuszem apostolskim w Beninie oraz arcybiskupem tytularnym Rusticiana. Sakry biskupiej 6 stycznia 2003 udzielił papież Jan Paweł II. Był równocześnie nuncjuszem akredytowanym w Togo.
W 2005 został przeniesiony do nuncjatury w Republice Środkowoafrykańskiej z akredytacją w Czadzie, następnie w 2008 został nuncjuszem w Kostaryce.
22 marca 2014 mianowany przez Franciszka nuncjuszem apostolskim na Sri Lance.
2 stycznia 2020 przeszedł na emeryturę.